# Sarah Wambaugh

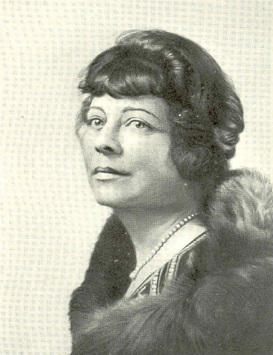
Sarah Wambaugh (um 1920)

Sarah Wambaugh (* 6. März 1882 in Cincinnati, Ohio; † 12. November 1955 in Cambridge, Massachusetts) war eine US-amerikanische Politikwissenschaftlerin und Fellow der American Academy of Arts and Sciences, die maßgeblich zur Entwicklung der Plebiszit-Forschung beigetragen hat. Sie beriet den Völkerbund, die Vereinten Nationen so wie verschiedene nationale Regierung bei der Vorbereitung und Umsetzung von Abstimmungen und Wahlen. Für ihre Leistungen erhielt sie zahlreiche Ehrendoktorwürden und Verdienstorden.

## Leben
Ihre Eltern waren Eugene Wambaugh, Professor für Recht an der University of Iowa und später in Harvard, und Anna S. Wambaugh, geb. Hemphill. Sie erwarb im Jahr 1902 einen Bachelor of Arts am Radcliffe College. Sie arbeitete bis 1906 als wissenschaftliche Hilfskraft am College und war anschließend für knapp zehn Jahre bei der „Women’s Educational and Industrial Union of Boston“ (Frauengewerkschaft von Boston für Bildung und Industrie) tätig. In dieser Zeit engagierte sie sich in der us-amerikanischen Suffragettenbewegung. Ab 1916 nahm sie ihre Studien am Radcliffe College wieder auf und erlangte dort 1917 den Master of Arts in Internationalem Recht und Politikwissenschaft. Später setzte sie ihre Studien an der University of London und der University of Oxford fort. Sie lehrte für ein Semester (1921/22) am Wellesley College. Im Jahr 1927 hielt sie an der renommierten Akademie für Internationales Recht in Den Haag als erste Frau und auf Französisch einen Kurs, ab 1935 lehrte sie am Genfer Hochschulinstitut für internationale Studien und Entwicklung. Im Jahr 1944 wurde sie zum Fellow an der American Academy of Arts and Sciences gewählt. Zuvor hatte ihr 1935 die Columbia University die Ehrendoktorwürde verliehen. Weitere Ehrenabschlüsse erhielt sie von der Ohio State University, der Case Western Reserve University und der Tufts University.
Auf ihren Forschungsschwerpunkt, die Plebiszitforschung, stieß sie im Jahr 1917, nachdem der damalige Direktor der Völkerrechtsabteilung der Carnegie-Stiftung für internationalen Frieden, Professor James Brown Scott, sie bat, eine Übersicht aller Abstimmungen im Zusammenhang mit Souveränität zu erstellen. Ihr wurde bald bewusst, dass hierzu keinerlei systematischen Untersuchungen existierten. So erstellte sie, beginnend mit der Französischen Revolution, eine umfangreiche Auflistung aller Abstimmungen, die sie als Plebiszite definierte und anhand verschiedener Merkmale typisierte. Eine erste Fassung dieser Untersuchung wurde US-Präsident Woodrow Wilson als Vorbereitung für die Pariser Friedensverhandlungen übergeben.
Zu den charakteristischen Leistungen von Sarah Wambaugh gehört die enge Verbindung von Forschung und Praxis. So wirkte sie ab 1920 im Sekretariat des Völkerbundes mit, in dem seinerzeit und als unmittelbare Folge der Pariser Friedensverhandlungen erstmals regelmäßig Plebiszite zur Lösung von Territorialstreitigkeiten genutzt wurden. Sarah Wambaugh beriet die Regierung Perus bei den Auseinandersetzungen mit Chile um die Regionen Tacna und Arica. Im Jahr 1934 war sie im Auftrag des Völkerbunds an der Ausarbeitung der Rahmenbedingungen für die Volksabstimmung im Saargebiet beteiligt und wirkte schließlich auch vor Ort als technische Beraterin der Plebsizitkommission an der praktischen Umsetzung maßgeblich mit. Während des Zweiten Weltkriegs war sie in der Foreign Economic Administration der US-Regierung tätig, das die wirtschaftliche Verwundbarkeit der Achsenmächte untersuchte. In den Jahren 1945/46 beriet sie den us-amerikanischen Beobachter der griechischen Wahlen und 1949 die „Kommission für Indien und Pakistan“ der Vereinten Nationen in der Frage eines Plebiszits zu Jammu und Kaschmir.
Neben ihrer Tätigkeit setzte sich Sarah Wambaugh für eine stärkere Anerkennung von Frauen in der Wissenschaft ein. So passte die American Society of International Law aufgrund Wambaughs Hinweis ihre Beitrittsregeln an und änderte dort den Ausdruck man (dt. Mann) zu person (dt. Person).
Für ihre Tätigkeit erhielt sie zahlreiche Auszeichnungen und Verdienstorden, unter anderem den Orden der Sonne von Peru, das Goldene Ehrenzeichen für Verdienste um die Republik Österreich sowie das Verdienstkreuz des griechischen Phönix-Ordens.
Sarah Wambaugh starb am 12. November 1955 in Cambridge (Massachusetts). Mit ihrer Arbeit hat sie die wesentlichen Grundlage für die moderne Plebiszitforschung gelegt. Ihre Studien zu den Volksabstimmungen nach den Pariser Vorortverträgen (Schleswig, West- und Ostpreußen, Kärnten, Oberschlesien und das Saargebiet) gehören bis heute zu den Standardwerken zum Thema. Ihre Arbeiten und ihr wissenschaftlicher Nachlass sind in der Schlesinger Library am Radcliffe Institut als „Sarah Wambaugh Papers“ archiviert.

## Werkliste (Auswahl)
- Sarah Wambaugh: A monograph on plebiscites, with a collection of official documents. Hrsg.: James Brown Scott (= Publications of the Carnegie Endowment for International Peace, Division of International Law). New York 1920, OCLC 1572422 (1088 S., archive.org).
- Sarah Wambaugh: La pratiques des plebiscites internationaux. In: Académie de droit international de La Haye (Hrsg.): Recueil des cours. Band 18, Nr. 3. Paris 1928, S. 153 f. (französisch, bnf.fr).
- Sarah Wambaugh: Plebiscites since the world war with a collection of official documents. Band 1. Carnegie Endowment for International Peace, Washington 1933, OCLC 257812582 (englisch, 603 S., handle.net).
- Sarah Wambaugh: Plebiscites since the world war with a collection of official documents. Band 2 – Documents. Carnegie Endowment for International Peace, Washington 1933, OCLC 257812582 (614 S., handle.net).
- Sarah Wambaugh: The Saar Plebiscite with a collection of official documents. Harvard University Press, Cambridge, Massachusetts 1940, OCLC 900852286 (englisch, 489 S.).